# Łącko (Postomino)
Łącko [ˈwɔnt͡skɔ] (deutsch Lanzig) ist ein Dorf in der Woiwodschaft Westpommern in Polen. Es gehört zur Gmina Postomino (Gemeinde Pustamin) im Powiat Sławieński (Schlawer Kreis).

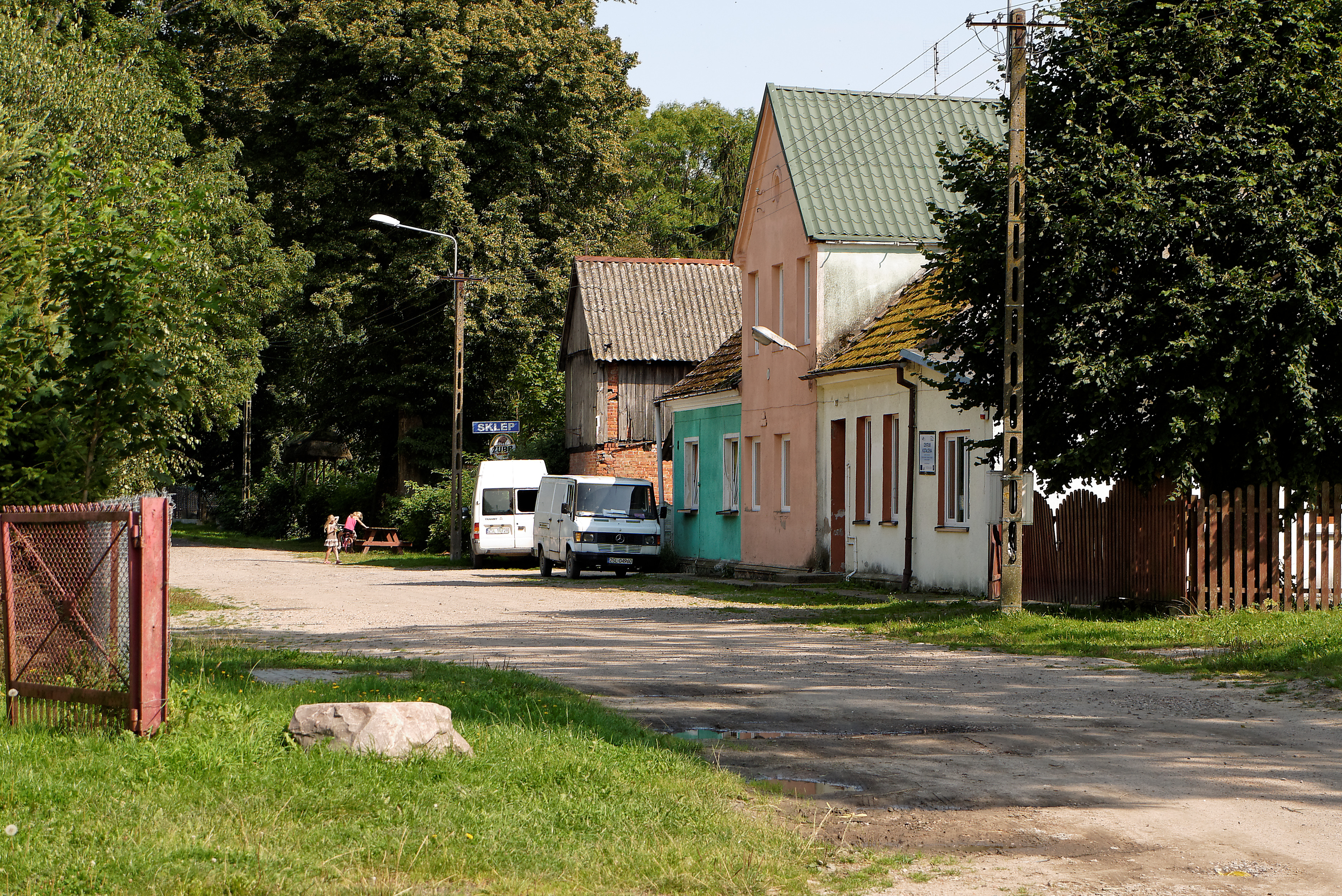
Straße in Łącko (Sommer 2012)

## Geographische Lage
Łącko ist ein Bauerndorf am Südufer des Jezioro Wicko (Vietzker See), vier Kilometer von der Ostsee entfernt in Hinterpommern. Der Ort liegt auf einem Moränenhügel, etwa zehn Meter über dem Meeresspiegel, und wird im Osten vom Wiesental des Flüsschens Klasztorna (Klosterbach) begrenzt.
Zu erreichen ist das Dorf über eine Stichstraße von 1,5 Kilometern, die es mit Korlino (Körlin) an der Straße Naćmierz (Natzmershagen) – Królewo (Krolow) verbindet. Die nächste Bahnstation ist Darłowo (Rügenwalde). Die bis 1945 bestehende Bahnstrecke Schlawe–Stolpmünde mit der nächstgelegenen Bahnstation Pustamin ist nicht mehr in Betrieb.

## Geschichte
Łącko, früher auch Lanzke, liegt auf sehr altem Siedlungsgrund, was Funde aus frühhistorischer und historischer Zeit belegen. Die älteste Nachricht vom Ort stammt vom 29. November 1394, als Herzogin Adelheid die Gründung des Kartäuserklosters Marienkron auf der Feldmark von Körlin (heute polnisch: Korlino) bei Lanzig beurkundete. Das Kloster konnte sich allerdings nicht lange halten. Es wurde 1406 zunächst nach Schlawe verlegt, 1407 in die Nähe von Rügenwalde und nach der Reformation schließlich aufgegeben. An das Kloster erinnert der in den Vietzker See mündende ‚Klosterbach‘.
Um 1480 berichtet die Sage von Hans Lange aus Lanzig, der dem Herzog Bogislaw X. in seiner Jugend geholfen haben soll.
Am 18. Februar 1533 verbot Herzog Barnim XI. die Märkte in Lanzig am Tage Mariä Verkündigung (25. März) und Mariä Himmelfahrt (15. August) und verlegte sie nach Rügenwalde (Darłowo) auf die Fronleichnamstage.
Am Anfang des 17. Jahrhunderts wurden in Lanzig elf Bauern, ein Hof, drei Landkossäten, ein Schmied und zwei Straßenkossäten genannt. Der Ort gehörte zum Rügenwalder Amt, und die Bauern waren dem herzoglichen Ackerhof in Neuenhagen (Jezierzany) dienstpflichtig. 1784 hatte das Dorf einen Prediger, einen Küster, einen Freischulzen, 13 Bauernhöfe, drei Landkossäten, vier Straßenkossäten, drei Büdner, ein Predigerwitwenhaus, eine Schmiede und eine Hirtenkate. Zu dem Dorf, das im Landkreis Schlawe i. Pom. lag, gehörten bis 1945 die Wohnplätze Lanziger Ländchen (polnisch: Łężek), Mühlenbruch (Mulisko) und Neu Lanzig (Łęskie).
Am 8. März 1945 besetzten sowjetische Truppen das Dorf. Wie ganz Hinterpommern, wurde der Ort polnischer Verwaltung unterstellt. Es begann die Zuwanderung von Polen und Ukrainern, vorwiegend aus Gebieten östlich der Curzon-Linie. Am 24. November 1945 erfolgte die Vertreibung der deutschen Bewohner. Der Ort erhielt die polnische Bezeichnung Łącko und gehört heute zur Gmina Postomino im Powiat Sławieński.

### Ortsgliederung bis 1945
Zur Gemeinde Lanzig gehörten vor 1945 drei Ortschaften:
1. Lanziger Ländchen (polnisch: Łężek), eine Streusiedlung von sechs Gehöften, 2,5 Kilometer südlich von Lanzig, zwischen Scheddin und Körlin,
2. Mühlenbruch (Mulisko), Gehöft am Bülsbach an der Straße nach Jershöft, 2 Kilometer südwestlich von Lanzig, ehemals eine Mühle,
3. Neu Lanzig (Łęskie), Siedlung von fünf Gehöften an der Straßenkreuzung Natzmershagen – Körlin, 2 Kilometer südwestlich von Lanzig.

## Kirche

### Kirchspiel
Bis 1945 gehörten fast alle Einwohner Lanzigs zur evangelischen Kirche. Das Dorf war Pfarrort für das Kirchspiel Lanzig, in das die Orte Lanzig, Körlin, Krolow (Królewo), Krolowstrand (Królewice, heute nicht mehr existent), Natzmershagen (Naćmierz), Neuenhagen Amt (Jezierzany), Scheddin (Wszedzień), Vietzke (Wicko, nicht mehr existent) und Vietzkerstrand (Wicko Morskie) gehörten.
Mit Lanzig historisch verbunden ist eine Synode, die Pfarrer Johann Georg Friedrich Erdt einrichtete. Sie verband alle benachbarten Kirchspiele, bestand aber lediglich in der Zeit von 1817 bis 1826.
Im Jahre 1939 zählte das Kirchspiel Lanzig insgesamt 2706 Gemeindeglieder. Es lag im Kirchenkreis Rügenwalde der Kirchenprovinz Pommern der evangelischen Kirche der Altpreußischen Union.
Heute gehört der Ort Łącko zur evangelischen Parochie Koszalin (Köslin) in der Diözese Pommern-Großpolen der polnischen Evangelisch-Augsburgischen Kirche. Seitens der Katholischen Kirche in Polen ist Łącko heute Sitz einer Pfarrei, zu der auch die Filialkirchen Jarosławiec (Jershöft) und Rusinowo (Rützenhagen) gehören. Zuständig ist das Dekanat Ustka (Stolpmünde) im Bistum Köslin-Kolberg.

### Pfarrkirche
Die Dorfkirche Łącko ist eine dreischiffige Hallenkirche und stammt wohl aus dem 15. Jahrhundert. Sie wurde in den Besetzungstagen des Jahres 1945 stark verwüstet, wobei ein großer Teil der Innenausstattung gerettet bzw. restauriert werden konnte.

## Schule
In Lanzig stand eine der ältesten pommerschen Dorfschulen. Bereits um 1600 richtet Pfarrer Christian Bielang in seinem Hause eine Privatschule ein.
Das Schulgebäude wurde 1854 erbaut. Die einklassige Volksschule zählte zwischen 1920 und 1945 dreißig Kinder.